# Colpo di Stato in Thailandia del 2014
Il colpo di Stato in Thailandia del 2014 fu attuato senza spargimento di sangue la sera del 22 maggio dalle forze dell'ordine thailandesi agli ordini del Consiglio nazionale per la pace e per l'ordine (CNPO), organismo militare creato in quei giorni e capeggiato dal comandante in capo dell'esercito generale Prayut Chan-o-cha. Fu privato del potere il governo ad interim di Niwatthamrong Boonsongpaisan, che aveva preso il posto del primo ministro Yingluck Shinawatra, destituita il 7 maggio 2014 da una sentenza della Corte costituzionale. Fu inoltre sciolto il Parlamento e soppressa la Costituzione.
Nel periodo successivo il Consiglio nazionale per la pace e per l'ordine prese il controllo del Paese e in particolare della magistratura. Mantenne su tutto il territorio nazionale la legge marziale proclamata già prima del colpo di Stato, e il coprifuoco. Impose una rigida censura a tutti i media, vietò pubblici assembramenti e molti dei leader delle opposizioni furono imprigionati. In luglio il re Rama IX approvò la costituzione provvisoria voluta dalla giunta militare, che il mese successivo scelse i membri del nuovo Parlamento e Prayut Chan-o-cha fu nominato primo ministro.
Prima del colpo di Stato, determinanti furono i gravi incidenti in cui persero la vita 28 persone e le manifestazioni anti-governative capeggiate dal monarchico conservatore Suthep Thaugsuban. Quest'ultimo avrebbe in seguito dichiarato che già nel 2010 aveva discusso con Prayut su come liberare il Paese dall'influenza politica del fratello di Yingluck, Thaksin Shinawatra, il quale con i propri alleati aveva vinto largamente tutte le elezioni tenutesi in Thailandia dal 2001 e si era posto in conflitto con la classe politica monarchico militarista che tradizionalmente aveva governato il Paese.

## Premesse

### Governo di Thaksin Shinawatra

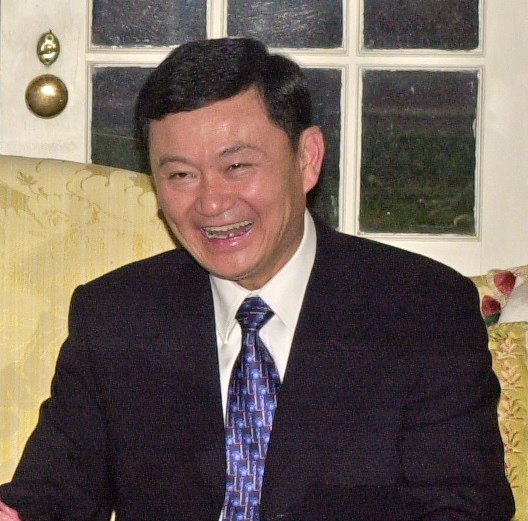
Thaksin Shinawatra nel dicembre 2001, 10 mesi dopo la sua prima elezione a primo ministro

La lotta tra i monarchico-conservatori e i sostenitori del clan Shinawatra portò nel 2006 al colpo di Stato che pose fine al governo dell'ex primo ministro e magnate Thaksin Shinawatra. Accusato di essersi arricchito grazie alla carica politica, imputato in diversi procedimenti penali e in esilio dal 2008; Thaksin sostiene che i processi a suo carico siano montature degli oppositori. Durante i suoi mandati, l'ex primo ministro riscosse grandi consensi con una politica populistica di cui beneficiarono principalmente le fasce di popolazione rurale più povere del nord e del nord-est, che rappresentano le sue roccaforti. Tale politica lese gli interessi della borghesia di Bangkok e del sud del Paese, tradizionalmente conservatrice, e si creò quindi una forte opposizione nei suoi confronti da parte di conservatori, monarchici, nazionalisti e militari legati al tradizionale establishment del Paese. I più accesi sostenitori degli Shinawatra sono le "camicie Rosse" del Fronte Unito per la Democrazia contro la Dittatura, formatesi dopo il colpo di Stato del 2006.

### Governo del Partito Popolare e crisi del 2008
Dopo il periodo di dittatura militare, le elezioni del dicembre 2007 furono vinte dal Partito del Potere Popolare (PPP) alleato della famiglia Shinawatra. Primo ministro fu nominato Samak Sundaravej, che dopo pochi mesi venne destituito dalla Corte Costituzionale per conflitto d'interessi. Il suo posto fu preso da un altro membro del PPP, Somchai Wongsawat, cognato di Thaksin, che dopo soli due mesi fu a sua volta deposto dalla Corte Costituzionale con l'accusa di brogli elettorali. Il partito venne disciolto e i suoi membri inibiti a ricoprire cariche pubbliche per 5 anni. La legislatura con il governo del PPP ebbe fine a causa della crisi politica in Thailandia del 2008 generata dalle crescenti proteste dei conservatori dell'Alleanza Popolare per la Democrazia, le "camicie gialle", che occuparono il Parlamento e l'aeroporto Suvarnabhumi, il principale scalo del Paese.

### Governo dei conservatori e proteste delle camicie rosse
Il governo fu affidato senza elezioni a Abhisit Vejjajiva del conservatore Partito Democratico, evento che fu duramente contestato dalla fazione pro-Shinawatra. I ripetuti scontri politici e di piazza che si verificarono in seguito culminarono nella crisi della primavera del 2010, quando le camicie rosse organizzarono dure manifestazioni per ottenere le dimissioni del governo e nuove elezioni. L'esercito represse le proteste con la forza, il bilancio finale degli scontri che seguirono fu di 90 morti e 2 000 feriti. La maggior parte delle vittime furono manifestanti anti-governativi, ma vennero uccisi anche diversi militari.

### Governo di Yingluck
Gli scontri si placarono e nei mesi successivi le camicie rosse si riorganizzarono. Nel maggio 2011 furono fissate le nuove elezioni che si tennero nel luglio successivo e videro la schiacciante vittoria di Yingluck Shinawatra, sorella di Thaksin, candidata del neonato partito Pheu Thai, la quale formò un governo di coalizione. L'opposizione dei conservatori fu inizialmente moderata. Il governo ebbe riconoscimenti positivi per il modo in cui furono gestite le inondazioni che afflissero il Paese alla fine del 2011, le peggiori dall'inizio degli anni sessanta. Gravi critiche furono invece mosse al governo per la gestione del programma che garantiva agli agricoltori un prezzo minimo sulla vendita del riso superiore a quello dei mercati. Il successivo crollo dei prezzi del riso provocò ingenti perdite allo Stato; il partito fu accusato di aver intrapreso un'ennesima politica populista al fine di prendere voti e allo stesso tempo di far arricchire intermediari legati agli Shinawatra. Inoltre, il governo non riuscì a trovare i fondi per pagare agli agricoltori quanto promesso. In relazione a tali fatti, la responsabilità di malgoverno fu addossata a Yingluck, contro la quale venne aperto un procedimento dalla Commissione anti-corruzione.

#### Le dimostrazioni del 2013-2014
Nel 2013, il suo governo propose una legge per garantire l'amnistia ai condannati per le vicende politiche degli ultimi anni. A beneficiarne sarebbe stato anche il fratello, che avrebbe quindi potuto rientrare dall'esilio. Questa prospettiva scatenò in novembre grandi dimostrazioni dell'opposizione conservatrice riunitasi nel Comitato Popolare di Riforma Democratica, organizzato dal politico conservatore Suthep Thaugsuban. Yingluck fu costretta a ritirare la proposta di legge e a sciogliere la Camera dei deputati nel dicembre 2013 per indire le elezioni del febbraio 2014. L'opposizione non aveva possibilità di vittoria e boicottò le elezioni, che furono annullate, e continuò la mobilitazione. Yingluck continuò a governare ad interim in attesa di nuove elezioni, ma fu destituita il 7 maggio 2014 da una sentenza della Corte Costituzionale con l'accusa di aver fatto nominare un proprio parente a capo della polizia. Un nuovo governo ad interim fu formato con altri politici della coalizione di Yingluck e affidato a Niwatthamrong Boonsongpaisan. Nelle settimane precedenti al colpo di Stato, si erano tenute anche dimostrazioni delle camicie rosse in supporto del governo e la tensione politica era notevolmente salita. A partire dall'inizio delle proteste in novembre, 28 persone avevano perso la vita e 700 erano state ferite in scontri e attentati collegati alle proteste.

### Intervento dei militari e legge marziale

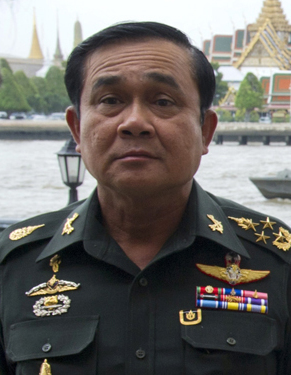
Il generale Prayut nel 2014

Nel periodo in cui la tensione politica era cresciuta, inizialmente le forze dell'ordine dichiararono la propria neutralità nel conflitto tra le due fazioni. Decisero quindi di intervenire e a tale scopo formarono il Consiglio nazionale per la pace e per l'ordine (CNPO), a cui aderirono esponenti di esercito, marina militare, aeronautica militare e polizia. Alle 3 del mattino del 20 maggio 2014, il neonato CNPO proclamò la legge marziale per porre fine a tutte le manifestazioni e al periodo di violenze. L'annuncio fu dato nella notte tra il 19 e il 20 dal leader del CNPO e comandante in capo dell'esercito, il generale Prayut Chan-o-cha, in virtù di un decreto del 1914 di re Vajiravudh.
Il generale Prayut ordinò quindi lo scioglimento del Centro per l'amministrazione della pace e dell'ordine, l'unità di crisi della polizia voluta dal governo per controllare i disordini, e ne trasferì i poteri al Comando per il mantenimento della pace e dell'ordine (CMPO) da lui presieduto. Comunicò inoltre ai vertici di esercito, marina militare, aviazione militare, polizia e Ministero della Difesa di mettersi a disposizione del CMPO. Militari furono dispiegati ovunque e fu ordinato a tutti i media di interrompere i programmi nel caso il POMC intendesse trasmettere i propri notiziari. Il governo protestò per non essere stato preventivamente informato della legge marziale e delle successive iniziative dei militari e gli fu risposto che non era un colpo di Stato e che il governo rimaneva in carica.
Il giorno dopo fu imposta la censura e il severo controllo su tutti i siti web. Quello stesso giorno i militari convocarono i leader delle due fazioni, ma i colloqui non diedero alcun risultato. La Commissione elettorale chiese al governo di rassegnare le dimissioni e il governo declinò la proposta sostenendo che era contro i principi della Costituzione vigente.

## Colpo di Stato
Nel pomeriggio del 22 maggio, il CMPO organizzò nuovi colloqui a cui presero parte esponenti del governo e delle opposizioni. Dopo 5 ore di confronto infruttuoso, il generale Prayut chiese al ministro della Giustizia, portavoce governativo, se l'esecutivo intendesse rassegnare le dimissioni. Alla risposta negativa del ministro, tra lo stupore dei giornalisti e dei politici presenti, Prayut annunciò l'inizio del colpo di Stato e fece arrestare i membri del governo, dei partiti e delle camicie rosse presenti. Quella stessa sera Prayut annunciò in televisione che le forze armate prendevano il controllo della pubblica amministrazione. Nella notte, il CNPO annunciò la soppressione della Costituzione, fatto salvo il capitolo riguardante il re, e lo scioglimento del governo. Furono inoltre resi noti i nomi dei membri del gruppo dirigente del CNPO, che erano rappresentanti dei vertici di esercito, marina militare, aviazione militare, forze armate e polizia. Ulteriori comunicati annunciarono che erano stati accordati pieni poteri esecutivi a Prayut in attesa della nomina del nuovo primo ministro e che la magistratura veniva posta sotto il diretto controllo del CNPO.
Altri personaggi politici furono arrestati nella notte tra il 22 e il 23. Entrò in vigore il coprifuoco sul territorio nazionale dalle 22 alle 5 e i dimostranti di entrambi gli schieramenti furono dispersi. Fu imposto a radio e televisioni di trasmettere unicamente i programmi voluti dalla giunta militare, e il giorno dopo fu concesso di riprendere la normale programmazione.
La mattina del 23 maggio, Prayuth Chan-ocha si auto-proclamò primo ministro ad interim e convocò 23 leader politici nazionali nonché 114 esponenti di entrambe le fazioni che avevano organizzato le dimostrazioni dei mesi precedenti. All'incontro partecipò l'ex prima ministra Yingluck Shinawatra, che fu tratta in arresto assieme ad alcuni familiari e a molti dei politici e attivisti presenti, dopo che era stato loro notificato il divieto di lasciare il Paese. Fu ordinato a politici e attivisti che si erano nascosti di presentarsi alle autorità, con la minaccia di essere arrestati e posti sotto processo a chi non lo avesse fatto. Quel giorno fu intimato a tutti gli internet service provider di Thailandia di censurare ogni contenuto che poteva essere ritenuto provocatorio o diffamatorio dalla giunta.
Il 24 maggio fu disciolto il Senato e assegnato il potere legislativo ad interim a Prayut. Il capo della polizia, considerato vicino agli Shinawatra, fu assegnato a un incarico secondario e sostituito da un ufficiale gradito alla giunta militare. Il 25 maggio il CNPO diede incarico ai tribunali militari di gestire tutti i casi di lesa maestà, sedizione, sicurezza nazionale e violazione delle ordinanze emesse dallo stesso CNPO. Il 28 maggio, l'ex ministro Chaturon Chaisaeng fu il primo arrestato dei politici che non si erano presentati alle autorità, aveva tenuto una conferenza stampa ritenuta dai militari un'istigazione alla sedizione; gli vennero in seguito imputati altri reati e si prospettò una condanna a 14 anni di carcere. Il testo della vecchia legge marziale prevede per le persone arrestate una detenzione massima di sette giorni, ma alcuni dovettero stare in isolamento detentivo più di tre settimane.

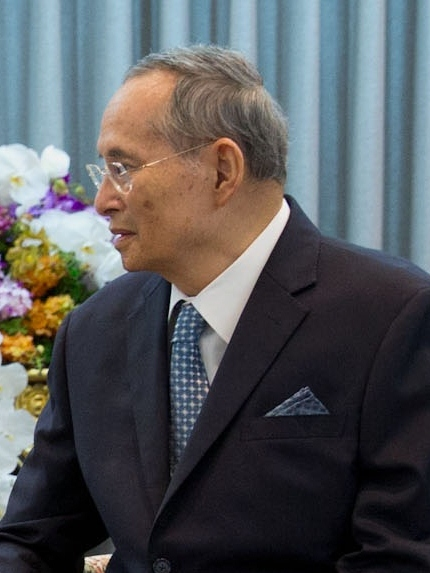
Re Rama IX nel 2012

### Sostegno di re Rama IX al colpo di Stato
Il 23 maggio il CNPO fece sapere che uno dei suoi compiti era di contrastare con severità il reato di lesa maestà contro la monarchia. Il giorno dopo re Rama IX fece sapere in via informale di accettare il colpo di Stato. Il 25 maggio il CNPO fece arrestare la moglie e il figlio del direttore di una rivista che l'anno prima era stato condannato a 11 anni di carcere per lesa maestà. Il 26 maggio Rama IX legittimò la posizione di Prayut annunciando di avergli conferito l'incarico di gestire il Paese. In agosto il vecchio sovrano nominò ufficialmente Prayut primo ministro.

### Programmi della giunta militare nei giorni del colpo di Stato
Il 23 maggio, il Consiglio nazionale per la pace e per l'ordine (CNPO) rese noti che tra i suoi obiettivi vi era una serie di riforme economiche, sociali e politiche a breve e a lungo termine prima di concedere nuove elezioni, e che a tale scopo sarebbero stati formati un consiglio per le riforme e un nuovo parlamento. Tra le riforme era allo studio un nuovo piano nazionale per risolvere la crisi del riso che aveva destabilizzato il governo di Yingluck. Il generale Prayut disse che sarebbe rimasto al potere per il tempo necessario per normalizzare la situazione. facendo leva sull'apparato militare.
In una conferenza stampa del 26 maggio, alle domande di due dei giornalisti presenti il leader della giunta rispose che aveva in progetto di farsi nominare primo ministro in pianta stabile e che per il momento non erano in programma nuove elezioni, ponendo fine improvvisamente alla conferenza senza dare spiegazioni. Il giorno dopo i due giornalisti ricevettero un mandato di comparizione per aver posto domande tese a minare la fiducia popolare nei confronti di Prayut. Un portavoce del CNPO dichiarò che in questa fase i principi democratici non potevano essere applicati. Il 30 maggio Prayut annunciò in televisione che le elezioni non si sarebbero potute tenere per almeno 15 mesi.

### Reazioni al colpo di Stato

#### In Thailandia

##### Contro il colpo di Stato
I leader delle Camicie Rosse pro-Taksin tentarono la lotta per ottenere libere elezioni, ma l'imponente spiegamento di militari sull'intero territorio nazionale e le misure restrittive prese dalla giunta resero impossibile qualsiasi forma di organizzazione. Nonostante il divieto di assembramento per gruppi con oltre 5 persone imposto dalla giunta, nei giorni che seguirono il golpe diverse manifestazioni furono bloccate e disperse a Bangkok dai militari; un numero imprecisato di dimostranti fu tratto in arresto. Sempre in quei giorni, altre dimostrazioni furono bloccate dalle forze dell'ordine nel resto della Thailandia. Diversi attivisti furono arrestati senza capi d'imputazione.
Molti fra gli accademici espressero preoccupazioni per il negativo impatto del golpe sulla democrazia e sui diritti umani in Thailandia. Alcuni di essi in segno di protesta chiesero le dimissioni della Commissione nazionale per i diritti umani. Militari furono dispiegati all'interno delle università dove lavoravano o studiavano molti oppositori. Agli accademici che si erano apertamente schierati contro il golpe fu recapitato un mandato di comparizione. Un gruppo di docenti universitari formarono un gruppo in appoggio dei cittadini che avevano opposto resistenza e il 23 maggio chiesero ai militari di liberare subito i dimostranti arrestati. Il testo della richiesta fu:

Molti thailandesi manifestarono il loro dissenso ai militari golpisti su social media come Facebook, Twitter e LINE, nonostante la giunta avesse annunciato che i social media sarebbero stati bloccati se avessero pubblicato materiale vietato. Facebook fu bloccato per un'ora il 28 maggio. Con la legge marziale, furono più di 100 gli URL bloccati. Gli utenti che incitavano alle proteste sui social media furono avvisati che sarebbero stati perseguiti per sedizione. Anche chi condivise con un like i post di utenti che incitavano alle proteste divenne passibile di arresto.
Diversi simboli furono adottati dall'opposizione al colpo di Stato e divennero motivi per essere arrestati, come la lettura del romanzo 1984 di George Orwell, indossare magliette rosse recanti slogan ritenuti offensivi per la giunta, ecc. Tra i più clamorosi casi di arresti con l'accusa di sedizione vi fu quello di alcuni thailandesi che commemoravano il passaggio dalla monarchia assoluta alla monarchia costituzionale avvenuto con la rivoluzione siamese del 1932, uno studente che cantava La Marsigliese in pubblico e un uomo con una carta in mano recante la scritta avere carte in mano non è reato, ecc.

##### A favore del colpo di Stato
Il giorno del colpo di Stato, la notizia della sua attuazione fu accolta come un trionfo nelle dimostrazioni dei conservatori del Comitato Popolare di Riforma Democratica di Suthep Thaugsuban, che avevano determinato la crisi del governo di Yingluck. Al pari dei gruppi che contestavano la giunta, i militari dispersero anche questi manifestanti. Simili manifestazioni furono tenute nei giorni successivi al Monumento alla Democrazia e al ministero degli Esteri.
Il 25 maggio, il leader dei conservatori del Partito Democratico Abhisit Vejjajiva disse di essere dispiaciuto per non aver protetto la democrazia, ma il giorno dopo chiese alla giunta di prendere severi provvedimenti contro i dimostranti delle opposizioni. Alcuni accademici sostennero che il colpo di Stato era l'unica soluzione per risolvere la crisi.

#### All'estero
Il colpo di Stato della giunta di Prayuth fu giudicato da molti governi stranieri un passo indietro nel processo di pace e democratizzazione del Paese. Il giorno stesso in cui fu messo in atto, il segretario dell'ONU Ban Ki-moon espresse ufficialmente le sue preoccupazioni, auspicando un veloce ritorno a un governo civile e democratico e l'inizio di una cooperazione tra le parti in conflitto. Il Servizio europeo per l'azione esterna, organismo dell'Unione Europea, invitò i militari thailandesi ad accettare e rispettare l'autorità costituzionale del potere popolare e sottolineò l'importanza di tenere al più presto possibile elezioni democratiche credibili. Due giorni dopo, l'alto commissario delle Nazioni Unite per i diritti umani Navi Pillay condannò il colpo di Stato. Rese noto che il suo ufficio stava seguendo da 5 mesi gli sviluppi della crisi politica thailandese ed espresse la sua preoccupazione per la rimozione forzata di un governo eletto democraticamente, l'imposizione della legge marziale, l'abrogazione della costituzione e le misure di emergenza che limitavano il godimento dei diritti umani, sollecitando un pronto ritorno alla legalità.
Tra i Paesi i cui governi condannarono il colpo di Stato e sollecitarono il ritorno alla democrazia vi furono Argentina, Australia, Canada Cile Colombia, Francia, Germania, Indonesia, Giappone, Filippine, Regno Unito, Russia,Sudafrica, Singapore e Turchia. Anche il governo degli Stati Uniti si pronunciò contro il golpe e sospese gli aiuti militari alla Thailandia, ma consentì la continuazione delle esercitazioni in corso tra truppe statunitensi e thailandesi.
Il governo della Cina, pur esprimendo preoccupazione per lo sviluppo degli eventi, mantenne rapporti cordiali con la giunta thailandese. Tra i pochi governi che appoggiarono il colpo di Stato vi furono quello del Vietnam, che inviò dei rappresentanti a incontrare le nuove autorità thailandesi, e quello della Birmania, che riconobbe ufficialmente la giunta militare dopo che Rama IX aveva legittimato il golpe. Il governo cambogiano si limitò a esprimere preoccupazioni per un possibile aumento delle tensioni già esistente alle frontiere tra i due Paesi, augurandosi che il colpo di Stato mantenesse pace e stabilità nel Paese vicino e salvaguardasse gli interessi del popolo.
Il 24 maggio, Amnesty International emise un comunicato in cui sostenne che gli arresti dei dimostranti contro il colpo di Stato hanno costituito un pericoloso precedente e che mantenere l'ordine pubblico non poteva essere una scusa per violare i diritti umani. Chiese inoltre alla giunta militare di rendere nota la situazione dei dimostranti arrestati. La Commissione asiatica per i diritti umani condannò la giunta per la repressione di intellettuali e dimostranti. Analoga posizione fu tenuta dall'organizzazione Human Rights Watch.
Un mese dopo il colpo di Stato, il Consiglio dell'Unione europea emise un comunicato in cui si rendeva noto che l'UE e i suoi stati membri non avrebbero sottoscritto l'accordo di partenariato e collaborazione né altri accordi con la Thailandia fino a quando non vi fosse stato un governo eletto democraticamente.

## Eventi successivi

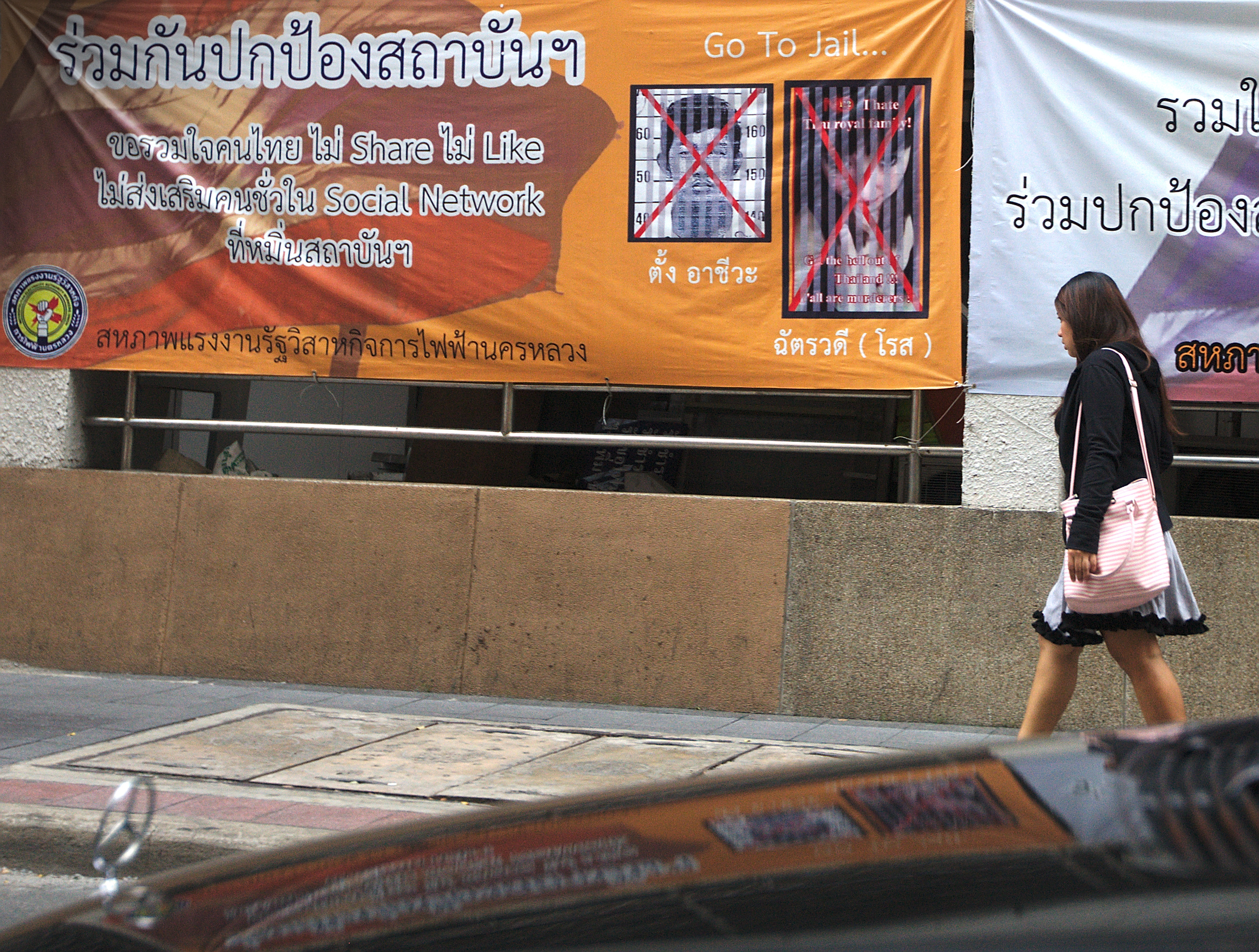
Bangkok, giugno 2014. Manifesto con cui la giunta militare avvisa la popolazione che chiunque condivida le attività dell'opposizione corre il rischio di finire in carcere

La repressione sulle opposizioni legate agli Shinawatra continuò con l'arresto di attivisti, politici e giornalisti e vietando ogni forma di dissenso. Il 9 giugno 2014, il sito web di Asia Sentinel scrisse che stimava in 200 persone il numero di attivisti per i diritti civili ancora detenuti da quando era stato attuato il golpe. Due giorni dopo il CNPO annunciò che la presenza in Thailandia di immigrati illegali costituiva una minaccia da estirpare, e quello stesso giorno moltissimi di questi immigranti lasciarono il Paese. Secondo un'inchiesta del 16 giugno della BBC, furono più di 180 000 i cambogiani che lasciarono la Thailandia in quel periodo. Immigranti birmani furono arrestati in Thailandia del Nord e rilasciati dietro pagamento in nero. Molti lavoratori immigrati si nascosero per evitare di essere arrestati.
Il 22 luglio 2014, su proposta del governo militare, re Rama IX promulgò la Costituzione provvisoria, che garantì impunità ed enorme potere ai vertici della giunta. Il 1º agosto furono nominati i membri di un parlamento provvisorio, la maggior parte dei quali erano ufficiali dell'esercito e della polizia scelti dal CNPO. Secondo il portavoce della giunta, l'organo legislativo avrebbe dovuto rimanere in carica fino alle nuove elezioni previste per la fine del 2015. Il nuovo parlamento elesse all'unanimità Prayuth primo ministro della Thailandia il successivo 21 agosto.
In seguito il Consiglio delle riforme bocciò il testo della nuova Costituzione definitiva che era all'esame, giudicato poco democratico dai partiti, e le elezioni furono pertanto rinviate al 2017. Con la morte di re Rama IX il 13 ottobre 2016, salì al trono il figlio Vajiralongkorn (Rama X), evento che fece rinviare nuovamente le elezioni. Nei primi mesi di regno il nuovo sovrano fu molto attivo politicamente allargando la sua sfera d'influenza nelle vicende interne thailandesi. L'imposizione dei suoi voleri alla giunta militare venne vista da alcuni osservatori come il tentativo di rafforzare il prestigio della monarchia nel Paese centralizzando il potere secondo uno stile di stampo assolutista, al contrario di quanto aveva fatto il padre Rama IX nei rapporti con le varie giunte militari che guidarono la Thailandia durante il suo regno.
Il 6 aprile 2017 Vajiralongkorn controfirmò la nuova Costituzione definitiva preparata dalla giunta (la 20ª da quando fu introdotta la monarchia costituzionale nel 1932) che aumentò i poteri dei militari e della Corte costituzionale in ambito politico per prevenire il ritorno al potere di Thaksin Shinawatra e dei suoi alleati. In particolare la nuova Costituzione garantì alla giunta militare la nomina dei membri del Senato alle future elezioni. Anche il sovrano, grazie alle modifiche che aveva imposto al testo originale, ottenne altri privilegi che aumentarono ulteriormente il suo potere.
Le elezioni si tennero il 24 marzo 2019, Prayut si presentò come candidato primo ministro di una coalizione formata dal partito creato dalla giunta, il Palang Pracharath, e da altri partiti minori dell'area monarchico conservatrice. Oltre al vantaggio di avere dalla propria parte tutti i membri del Senato graditi ai militari, Prayut vinse le elezioni anche in virtù del discutibile modo in cui vennero gestite da funzionari nominati dalla stessa giunta militare. Le consultazioni furono aspramente criticate dalle opposizioni e da osservatori e governi stranieri. Il partito che faceva riferimento alla famiglia Shinawatra, Pheu Thai, formò la coalizione per la democrazia con i propri alleati a cui aderì anche il neonato Partito del Futuro Nuovo guidato dal magnate dell'industria Thanathorn Juangroongruangkit, il cui programma rivolto all'elettorato più giovane gli permise di assicurarsi il 17,8% dei voti. Era inizialmente in lizza anche il Partito Thai Raksa Chart, alleato di Pheu Thai, che candidò alla carica di primo ministro la principessa Ubolratana Rajakanya, sorella maggiore del re Vajiralongkorn. Subito dopo la presentazione la candidatura fu bloccata dal sovrano, che la definì anti-costituzionale, e il partito fu disciolto dalla Corte costituzionale prima del voto. La Corte inoltre inibì 14 dei dirigenti del partito alla politica attiva per 10 anni e tutti i suoi candidati a presentarsi per altri partiti in queste elezioni.
Il 21 febbraio 2020, la stessa Corte costituzionale dispose anche la dissoluzione del Partito del Futuro Nuovo di Thanathorn per finanziamento illecito mediante donazioni durante la campagna elettorale. Lo scioglimento fu accolto con aspre critiche in Thailandia e all'estero, ritenendo che si trattasse dell'ennesima intromissione dei militari nella politica nazionale, questa volta prendendo di mira un partito a vocazione anti-militarista, mentre ai movimenti finanziari dei partiti filo-governativi non erano state riservate analoghe indagini.
Dopo il lockdown per la pandemia di COVID-19, nell'estate del 2020 si tenne in Thailandia una lunga serie di manifestazioni, le più grandi dal colpo di Stato, nelle quali fu chiesto la dissoluzione del Parlamento, la fine delle repressioni sulle opposizioni, emendamenti della Costituzione e la riduzione dei poteri del re, un evento mai registrato prima nel Paese dove il reato di lesa maestà viene punito con pene fino a 15 anni di carcere. I dimostranti, soprattutto studenti e membri dei sindacati, protestarono per il connubio monarchia-militari, definito nemico della democrazia, per la dissoluzione del Partito del Futuro Nuovo e per la scomparsa del dissidente thailandese in esilio Wanchalearm Satsaksit, rapito di recente in Cambogia, nono attivista thailandese anti-governativo a sparire dopo il golpe nei vicini Laos, Cambogia e Vietnam.